# Richard Hildreth

Richard Hildreth

Richard Hildreth (*  28. Juni 1807 in Deerfield, Massachusetts; † 11. Juli 1865 in Florenz) war ein nordamerikanischer Jurist und Schriftsteller.
Richard Hildreth besuchte das Harvard College, wurde 1830 Advokat, widmete sich aber bald ausschließlich neben historischen Studien der Journalistik, war 1832 Mitgründer und Journalist des Boston Atlas, lebte später aus Gesundheitsrücksichten eine Zeit lang in Demerara (Britisch-Guayana) und wirkte von 1861 bis 1865 als Konsul in Triest.
Er gehörte früh zu den eifrigsten Bekämpfern der Sklaverei, so zuerst in seinem Roman Archy Moore, der später umgearbeitet in England unter dem Titel: The White Slave eine Reihe von Auflagen erlebte und auch ins Deutsche übersetzt ward, und dann in dem Werk Despotism in America (Boston 1854).
Sein Hauptwerk ist die bis 1821 reichende History of the United States of America (New York 1849–62), die zwar wegen ihres Mangels an patriotischem Schwung bei den Amerikanern nicht so geschätzt ist wie das bekannte Werk von George Bancroft, aber an historischer Treue demselben weit voransteht.
Andere Schriften von Hildreth sind:
- History of Banks (Boston 1839);
- Theory of Morals (Boston 1844);
- Theory of Politics (New York 1855);
- Japan as It Was and Is (Boston 1855) und
- Atrocious Judges As Tools Of Tyrants (New York 1856) etc.